# L'unica (film)
L'unica (Irreplaceable You) è un film del 2018 diretto da Stephanie Laing, con protagonisti Gugu Mbatha-Raw e Michiel Huisman.

## Trama
Abbie e Sam sono migliori amici da sempre e sono fidanzati. Le loro vite crollano quando ad Abbie viene diagnosticato un cancro terminale.
Di fronte alla prospettiva di una linea temporale incerta, Abbie inizia la ricerca di un nuovo amore che si prenda cura di Sam. Lungo la strada, Abbie stringe improbabili amicizie con tre pazienti la cui unica cosa in comune è che si concentrano sul vivere mentre stanno morendo.
Abbie muore alla fine senza essere stata all'altezza del suo potenziale, ma riesce a venire a patti con la sua situazione e con coloro che si sta lasciando alle spalle.

## Distribuzione
Il film è stato distribuito attraverso Netflix a partire dal 16 febbraio 2018.